# إعلال
الإعلال هو التغيرات الصرفية التي تعتري حرف العلة اجتنابًا للثقل أو التعذر تسمى "إعلالًا"، وتكون إما بالقلب وإما بالحذف وإما بالإسكان.

## الإعلال بالقلب

### 1-     قلب الألف ياء
-         الألف الثالثة مثل (دعا، رمى) ترد إلى أصلها مع ضمائر الرفع المتحركة فتقول (دعوْت ورميْت، نحن دعونا ورمينا، وهنَّ دعوْن ورميْن).
-         وإن كانت رابعة فصاعدًا مثل (أبقى ويُستدعى) قلبت ياء مثل:(أبقيت، وهنّ يستدعيْن).
-         في الأسماء تنقلب الألف واوًا حين التثنية والجمع إن كان أصلها واوًا فتقول في (عصا) (هاتان عصوان، ضربت بعصوين)
-         تقول في نداء اثنين، اسم كل منهما (رضا) يا (رضون) وفي نداء جماعة إناث (يا رضواتْ).
-         في غير هذه الحالة تقلب الألف ياء سواء أكانت ثالثة أم رابعة أم خامسة أم سادسة فتقول في تثنية(هدى ومصطفى): هُديان ومصطفيان.
-         تقلب الألف ياء إذا وقعت بعد ياء التصغير فتقول في تصغير خطاب وغزال: خُطَيِّب وغُزيِّل.
-         إذا وقعت الالف بعد حرف مضموم قلبت واواً كالمجهول من (بايع) فتقول فيه (بويع).
-         إذا وقعت الالف بعد حرف مكسور قلبت ياء كجمع (مفتاح): مفاتيح. وذلك لعدم تحريك الألف بالضم أو بالكسر.

#### 2-     قلب الواو ياء
إذا سبقت الواو بكسرة قلبت ياء في أربعة مواضع:
الأول: إذا سكنت كصيغة (مفعال) في مثل (وزَن وقتَ) فتقول: ميزان وميقات بدلًا من (مِوْزان ومِوقات).
الثاني: إذا تطرفت بعد كسرٍ فمن الرضوان نقول (رضي ويسترضي) بدلًا من (رضِو ويسترضِوُ) واسم الفاعل من (دعاء): الداعي بدلًا من: (الداعِوُ).
الثالث: إذا وقعت الواو حشواً بين كسرة وألف في الأجوف المعتل العين مثل الصيام والقيام والعيادة بدلًا من: (الصِوام والقِوام والعِوادة) لأن الألف الأجوف فيهنَّ أصلها وأو.
الرابع: إذا اجتمعت الواو والياء الأصليتان وسكنت السابقة منهما سكونًا  أصليًا قلبت الواو ياء، فاسم المفعول من رمى كان ينبغي أن يكون (مرمويٌ) لكن اجتماع الواو والياء وكون السابقة منهما ساكنة قلب الواو ياء، فانقلبت الصيغة إلى (مرميّ). وكذلك تصغير (جَرْو) كان أصله (جُرَيْوٌ) فقلب إلى (جُرَيّ) وكذلك (هؤلاء مشاركيَّ) أصبحت (هؤلاء مشاركيَّ) و(سيْوِد) أصبحت (سيّد) وهكذا.

##### 3-     قلب الياء واواً
إذا سكنت الياء بعد ضمة قلبت واواً كاسم الفاعل من (أيقن) فهو (موقِن) بدلًا من (مُيْقِن).

###### 4-     قلب الواو والياء ألفًا
إذا تحركت الواو أو الياء بحركة أصلية في الكلمة بعد حرف مفتوح قلب كل منهما ألفًا مثل (رمى وغزا وقال وباع) وأصلها (رميَ وغزَو وقوَل وبيَع)، ويستثنى من ذلك:
معتل العين، إذا وليه ساكن مثل: (طويل وخورْنق وبيان وغيور)، أو إذا كان على وزن (فِعَل) وصفته المشبهة على (أَفْعل) مثل (عِولا عوَراً)  وهِيف هيَفاً، أو كان واويًا على وزن (أفتعل) ودل على المشاركة مثل: (اجْتور خالد وسليم أما فريد وسعاد فازدوجا)، وكذلك مصدراهما، أو إذا انتهى بزيادة خاصة بالأسماء مثل (جوَلان وهيَمان) أو إذا أنتهى بحرف اُعلَّ هذا الإعلال مثل (الهوى والجوى) أو إذا أتى بعده ألف ساكنة أو ياء مشددة مثل: بيان، وفَتيان رميا، وعلويّ.

## الإعلال بالحذف
-         إذا التقى ساكنان أحدهما علة حذف حرف العلة كمثل هذه الكلمات: قمت وبعتم، وهن يخفْن، وهذا محامٍ بارع وذاك فتىً شهم...
-         إذا كان ما بعد العلة حرفًا مشدداً فلا حذف مثل: هذا جادُّ في عمله.
-         معتل الأخر إذا جزم مضارعه أو بني منه فعل الأمر حذفت علته مثل: لم يقضِ، وارْمِ يا فتى.
-         المثال الواوي مكسور عين المضارع تحذف واوه في المضارع والأمر مثل: (وعد يعد عِدْ).

## الإعلال بالإسكان
يستثقلون تحريك الواو والياء المتطرفتين بعد حرف متحرك بالضم أو الكسر لثقل ذلك على ألسنتهم فيسكنونهم مثل: (يدعو القاضي إلى الصلح في النادي) الأصل: (يدعوُ القاضي إلى الصلح في النادي). وفي قولنا (القضاة يدعون) الأصل (يدعون) وعند تطبيق القاعدة تجمع واوان ساكنتان فتحذف لام الكلمة التي استثقل عليها الضم وتبقى واو الجماعة.
أما مثل (مقول) فاصلها (مُقوُول) نقلنا حركة الواو إلى الساكن قبلها لأنه أحق من العلة بالحركة، فاجتمع علتان ساكنتان فحذفنا الأولى وأبقينا واو صيغة (مفعول).